# Ali El Khattabi
Ali El Khattabi (arab. علي الخطّابي; ur. 17 stycznia 1977 w Schiedam w Holandii) - były marokańsko-holenderski piłkarz grający na pozycji napastnika.
Grał w takich klubach jak SC Heerenveen, AZ Alkmaar, Sparta Rotterdam i RBC Roosendaal. Jego debiut w międzynarodowej karierze miał miejsce w 1997 r. w meczu przeciwko Togo. Z reprezentacją Maroka wystąpił na Mistrzostwach Świata w Piłce Nożnej w 1998 r.